# 2. HOL za žene 1996./97.
Druga hrvatska odbojkaška liga za žene za sezonu 1996./97. je predstavljala drugi rang odbojkaškog prvenstva Hrvatske za žene. Ligu je činio dvadeset i jedan klub raspoređen u dvije grupe.

## Poredak

### Grupa A
1. Čazmatrans (Čazma)
2. Metaval (Sisak)
3. Vinkovci (Vinkovci)
4. Čepin (Čepin)
5. Donji Miholjac (Donji Miholjac)
6. ABC Promet II (Osijek)
7. Karlovac (Karlovac)
8. Belišće (Belišće)
9. Mladost (Zagreb)
10. Sisak (Sisak)
11. Vrbovec (Vrbovec)

### Grupa B
1. Veli Vrh (Pula)
2. Rovinj (Rovinj)
3. Pula - Istarska banka II (Pula)
4. Brda (Split)
5. Poreč (Poreč)
6. Arka (Split)
7. Šibenik (Šibenik)
8. Domagoj (Opuzen)
9. Zadar (Zadar)
10. Makarska (Makarska)

## Unutarnje poveznice
- 1. HOL za žene 1996./97.